# Alois Klíma
Alois Klíma (21. prosince 1905 Klatovy – 11. června 1980 Praha) byl český dirigent. Narodil se v Klatovech a po maturitě na zdejším gymnáziu studoval v Praze přírodní vědy, později přešel na Pražskou konzervatoř, kde roku 1935 absolvoval ve skladatelské třídě Jaroslava Křičky a Jaroslava Řídkého, v dirigentském oboru pak u Metoda Doležila a Pavla Dědečka. Po roce 1945 působil jako dirigent a později šéfdirigent Symfonického orchestru Pražského rozhlasu.
Od roku 1948 pedagog na pražské konzervatoři, zároveň od roku 1949 profesor AMU. Dirigent rozhlasových symfonických orchestrů v Košicích (1936), v Ostravě (1936-1938), Brně (1938-1939) a Praze (1939-1952 dirigent, 1952-1971 šéfdirigent Symfonického orchestru Pražského rozhlasu v Praze). Interpret zvláště hudby 19. a 20. století. Pro scénické a rozhlasové provedení nastudoval řadu oper, především Bedřicha Smetany, Antonína Dvořáka a Zdeňka Fibicha..
Alois Klíma působil 30 let v Československém rozhlase, z toho 21 let v čele Symfonického orchestru Československého rozhlasu. Vytvořil přes 1000 rozhlasových nahrávek, 65 titulů na gramofonových deskách, 30 veřejných koncertů s Českou filharmonií. Spolupracoval s 22 světovými orchestry, uvedl kolem 100 novinek soudobých skladatelů. Působil pedagogicky na AMU s padesáti absolventy, mezi jeho žáky patřil i pozdější další šéfdirigent Symfonického orchestru Českého rozhlasu Vladimír Válek.
V roce 1949 nastudoval a natočil Smetanovu operu Libuše, podíleli se na ní přední čeští pěvci Marie Podvalová, Ludmila Červinková, Theodor Šrubař, Karel Kalaš či Beno Blachut.
V roce 1956 zahajoval festival Pražské jaro Smetanovou Mou vlastí.
V Národním divadle dirigoval mimo jiné Smetanovy opery Prodaná nevěsta (1960) a Hubička (1960 a 1968).